# Bernoulligetal

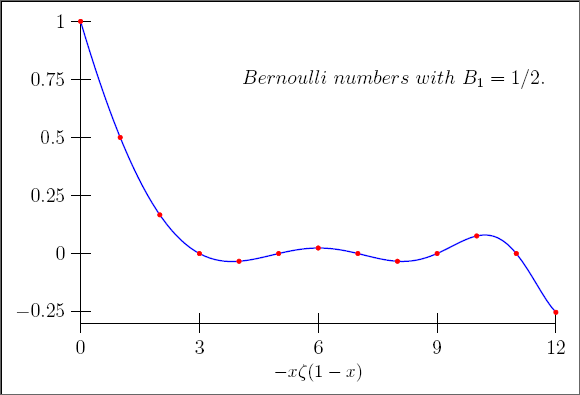
De eerste bernoulli-getallen, echter in deze figuur met B_{1}=1/2, gegeven door de riemann-zèta-functie.

In de wiskunde zijn bernoulli-getallen rationale getallen, die een belangrijke rol in de getaltheorie spelen. Het bernoulli-getal {\displaystyle B_{n}} is gedefinieerd als de coëfficiënt in de reeksontwikkeling:
{\displaystyle {\frac {x}{e^{x}-1}}=\sum _{n=0}^{\infty }{\frac {B_{n}}{n!}}x^{n}}
Dit betekent dat:
{\displaystyle B_{n}=\left[{\frac {\mathrm {d} ^{n}}{\mathrm {d} x^{n}}}{\frac {x}{e^{x}-1}}\right]_{x=0}}
Bernoulli-getallen spelen een belangrijke rol in de getaltheorie en hoewel zij gemakkelijk te berekenen zijn, is er geen eenvoudige beschrijving van deze getallen. Ze komen voor in Taylorreeksontwikkelingen van de tangens en de hyperbolische tangens-functies en in de formule van Euler-Maclaurin. Ook zijn ze nauw verbonden met de waarden voor de riemann-zèta-functie voor negatieve gehele getallen.
De eerste veertien bernoulli-getallen zijn:
| n                     | 0 | 1    | 2   | 3 | 4     | 5 | 6    | 7 | 8     | 9 | 10   | 11 | 12        | 13 | 14  |
| --------------------- | - | ---- | --- | - | ----- | - | ---- | - | ----- | - | ---- | -- | --------- | -- | --- |
| {\displaystyle B_{n}} | 1 | −1/2 | 1/6 | 0 | −1/30 | 0 | 1/42 | 0 | −1/30 | 0 | 5/66 | 0  | −691/2730 | 0  | 7/6 |

## Geschiedenis

### Vroege geschiedenis

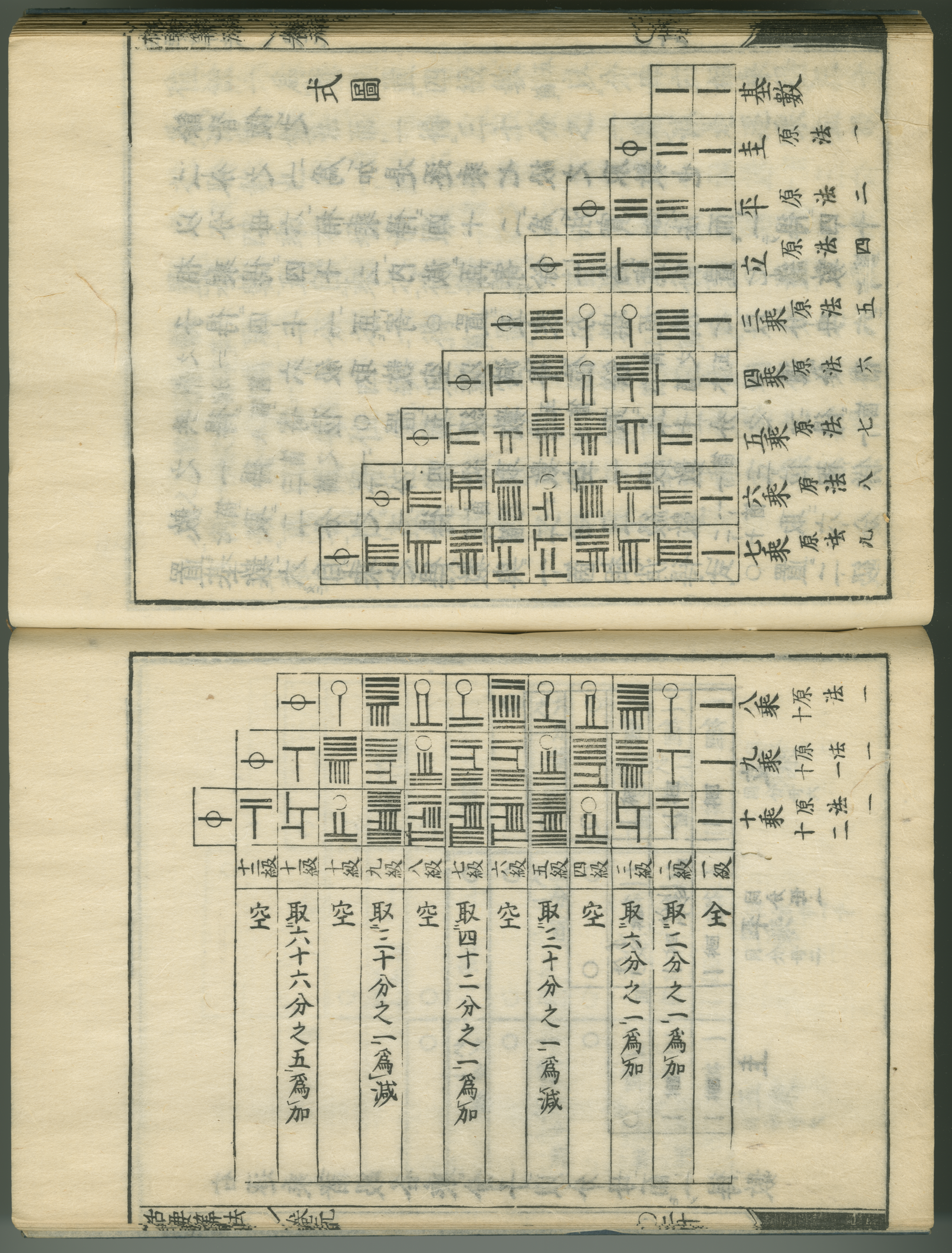
Een pagina uit Seki Kowa's Katsuyo Sampo (1712), waar binomiaalcoëfficiënten en bernoulli-getallen worden getabelleerd

De bernoulli-getallen zijn geworteld in de vroege geschiedenis van de berekening van sommen van geheeltallige machten, een onderwerp dat al sinds de oudheid de interesse heeft van wiskundigen.
Methoden om de som van de eerste {\displaystyle n} positieve gehele getallen, kwadraten en kubussen te berekenen waren weliswaar bekend, maar men kende nog geen echte 'formules', alleen beschrijvingen in woorden, te vergelijken met een recept uit een kookboek. Onder de grote wiskundigen uit de oudheid, die zich met deze problemen bezighielden, waren de Oud-Griekse wiskundigen Pythagoras, ca. 572-497 v.Chr. en Archimedes, 287-212 v.Chr., de Indiër Aryabhata, 476 n.Chr., en Abu Ali al-Hasan ibn al-Hasan ibn al-Haytham in Egypte, 965-1039.
Tijdens de late zestiende en vroege zeventiende eeuw boekten wiskundigen aanzienlijke vooruitgang. In het westen speelden de Engelsman Thomas Harriot, 1560-1621, de Duitser Johann Faulhaber, 1580-1635, de Fransman Pierre de Fermat, 1601-1665, en zijn collega Blaise Pascal, 1623-1662, allen een belangrijke rol.
Thomas Harriot lijkt de eerste te zijn geweest die bij formules voor het afleiden en schrijven van formules voor sommen van machten, gebruikmaakte van symbolische notatie, maar zijn berekeningen gingen niet verder dan tot de vierde macht. In zijn boek uit 1631, Academia Algebrae, gaf Johann Faulhaber formules voor sommen tot de 17e macht, veel hoger dan iemand vóór hem, maar ook hij gaf geen algemene formule.

### Bernoulli
De Zwitserse wiskundige Jakob Bernoulli, 1654-1705, was de eerste, die zich het bestaan realiseerde van een enkele reeks van constanten {\displaystyle B_{0},B_{1},B_{2},\ldots } die zorgde voor een uniforme formule voor alle sommen van machten. De vreugde die Bernoulli ervoer, toen hij het patroon ontdekte om snel en eenvoudig de coëfficiënten van zijn formule te berekenen voor de som van de {\displaystyle c}-de machten voor elk positief geheel getal {\displaystyle c}, kan worden afgelezen uit zijn onderstaande commentaar. Hij schreef:

Met behulp van deze tabel kostte het mij minder dan een kwartiertje om te vinden dat de som van de tiende machten van de eerste 1000 getallen gelijk is aan 91.409.924.241.424.243.424.241.924.242.500

Bernoulli's resultaat werd in 1713 postuum gepubliceerd in Ars Conjectandi. Onafhankelijk daarvan, en mogelijk eerder, zijn de bernoulli-getallen ook door de Japanse wiskundige Seki Kowa ontdekt. Ook zijn resultaten werden postuum, in dit geval in 1712, gepubliceerd. In tegenstelling tot Bernoulli maakte Seki Kowa voor zijn methode echter geen gebruik van een formulevorm.
Bernoulli's formule voor de sommen van machten is de meest bruikbare en generaliseerbare formulering tot nu toe. De coëfficiënten in de formule van Bernoulli worden nu bernoulli-getallen genoemd, dit in navolging van de 18e-eeuwse wiskundige Abraham de Moivre.

### Bernoulli in verhouding tot Faulhaber
De formule van Bernoulli wordt soms ook wel de formule van Faulhaber genoemd, dit naar Johann Faulhaber die weliswaar opmerkelijke manieren vond om de som van machten te berekenen, maar die nooit de formule van Bernoulli heeft opgesteld. Om de formule van Faulhaber de formule van Bernoulli te noemen, doet onrecht aan Bernoulli en verbergt tegelijkertijd het genie van Faulhaber aangezien de formule van Faulhaber op zich efficiënter is dan de formule van Bernoulli. Volgens Knuth werd een strikt bewijs van de formule van Faulhaber voor het eerst in 1834 gepubliceerd door Carl Jacobi.
Donald Knuth concludeerde na een diepgaande studie over de formule van Faulhaber:

“Faulhaber heeft de Bernoulli-getallen nooit ontdekt; dat wil zeggen dat hij zich nooit heeft gerealiseerd dat een enkele reeks van constanten {\displaystyle B_{0},B_{1},B_{2},\ldots } zou kunnen voorzien in de eenvorm
{\displaystyle \sum n^{m}={\frac {1}{m+1}}\left(B_{0}n^{m+1}-{\binom {m+1}{1}}B_{1}n^{m}+{\binom {m+1}{2}}B_{2}n^{m-1}-\ldots +(-1)^{m}{\binom {m+1}{m}}B_{m}n\right)}
voor alle sommen van machten. Hij heeft bijvoorbeeld nooit het feit genoemd dat bijna de helft van de coëfficiënten nul bleek te zijn, nadat hij zijn formules voor {\displaystyle \sum n^{m}} voor polynomen in {\displaystyle N={\tfrac {1}{2}}n(n+1)} had geconverteerd naar polynomen in {\displaystyle n}".

### Reconstructie van de 'Summae Potestatum'

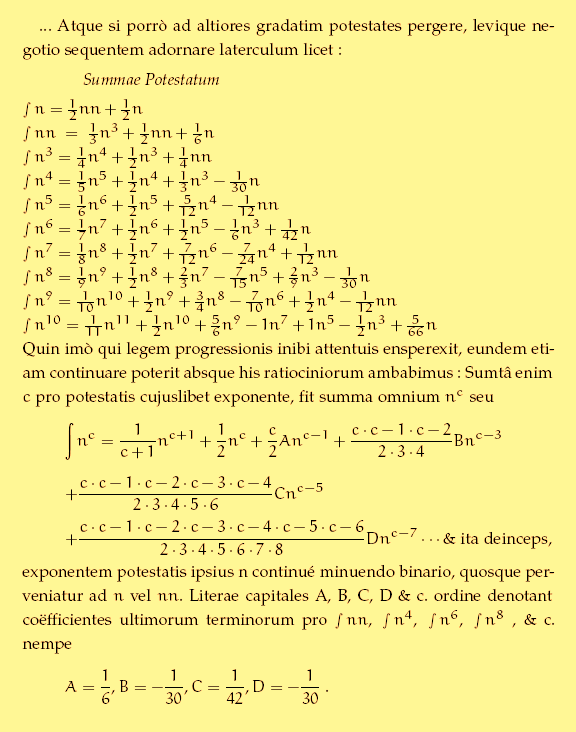
Jakob Bernoulli's Summae Potestatum, 1713

De bernoulli-getallen werden door Jakob Bernoulli in 1713 geïntroduceerd in zijn postuum uitgegeven boek Ars conjectandi. De belangrijkste formule kan men terugvinden in de tweede helft van de overeenkomstige facsimile. De constante coëfficiënten, door Bernoulli aangeduid als {\displaystyle A,\ B,\ C} en {\displaystyle D}, komen in de notatie die nu gebruikelijk is, overeen met {\displaystyle A=B_{2},\ B=B_{4},\ C=B_{6},\ D=B_{8}}. De uitdrukking {\displaystyle c\cdot c-1\cdot c-2\cdot c-3} moet gelezen worden als {\displaystyle c\cdot (c-1)\cdot (c-2)\cdot (c-3)} waarin de kleine puntjes als groeperingssymbolen gebruikt, niet als de tekens voor vermenigvuldiging. Het integraalsymbool werd in 1675 door Leibniz geïntroduceerd, die het als een lang uitgestrekte S voor summa, som, schreef. Leibniz onderhield nauwe contacten met Jakob Bernoulli. De letter {\displaystyle n} aan de linkerkant is niet een index van sommatie, maar geeft de bovengrens van het bereik van de sommatie, die moet worden opgevat als {\displaystyle 1,2,\ldots ,n}. Het komt erop neer dat een wiskundige de formule van Bernoulli vandaag de dag voor positieve {\displaystyle c} waarschijnlijk zal schrijven als:
{\displaystyle \sum _{0<k\leq n}k^{c}={\frac {n^{c+1}}{c+1}}+{\tfrac {1}{2}}n^{c}+\sum _{k\geq 2}{\frac {B_{k}}{k!}}(c)_{k}n^{c-k+1}},
waarin {\displaystyle (c)_{k}={\frac {c!}{(c-k)!}}}.
In feite suggereert deze formule dwingend om {\displaystyle B_{1}={\tfrac {1}{2}}} te zetten, wanneer men van de zogenaamde 'archaïsche' opsomming, die alleen de even-indices 2, 4 gebruikt, ... overschakelt naar de moderne vorm. Meest opvallend in deze context is het feit dat de coëfficiënt {\displaystyle (c)_{k}} voor {\displaystyle k=0} een waarde heeft van
{\displaystyle {\frac {1}{c+1}}}

### Eerste computeralgoritme
In een aantekening uit 1842 van Ada Byron wordt een algoritme beschreven om bernoulli-getallen door een computer te genereren.

## Definitie
De bernoulli-getallen werden ontdekt in verband met sommen van de volgende vorm voor vaste waarden van {\displaystyle n}:
{\displaystyle \sum _{k=0}^{m-1}k^{n}=0^{n}+1^{n}+2^{n}+\ldots +{(m-1)}^{n}}
Het is altijd mogelijk zo'n som te herschrijven als een polynoom in {\displaystyle m} van de graad {\displaystyle n+1}, waarvan de coëfficiënten in relatie staan tot de bernoulli-getallen, volgens wat bekendstaat als de formule van Faulhaber:
{\displaystyle \sum _{k=0}^{m-1}k^{n}={1 \over {n+1}}\sum _{k=0}^{n}{\binom {n+1}{k}}B_{k}m^{n+1-k}}
Hierin is {\displaystyle {\tbinom {n+1}{k}}} een binomiaalcoëfficiënt.

## Berekening
Bernoulli-getallen kunnen worden uitgerekend met behulp van de volgende recursieve relatie:
{\displaystyle B_{0}=1}
en voor {\displaystyle n>0} is:
{\displaystyle \sum _{k=0}^{n}{\binom {n+1}{k}}B_{k}=0}
De volgende laat zich dus uit de vorige berekenen via:
{\displaystyle B_{n}=-{\frac {1}{n+1}}\sum _{k=0}^{n-1}{\binom {n+1}{k}}B_{k}}
Het blijkt dat {\displaystyle B_{n}=0} voor oneven {\displaystyle n>1}.
Bernoulli-getallen komen voor in de taylorreeks-ontwikkeling van de tangens en hyperbolische tangensfuncties, in de formule van Euler-Maclaurin en in de riemann-zèta-functie.

## Verband met de zeta-functie
Het verband met de riemann-zèta-functie wordt gegeven door:
{\displaystyle \zeta (1-n)=-{\frac {B_{n}}{n}}}.

## Stelling van von Staudt-Clausen
Deze stelling, door Karl von Staudt en Thomas Clausen onafhankelijk van elkaar in 1840 geformuleerd, zegt dat voor elke {\displaystyle n>0},
{\displaystyle B_{2n}+\sum _{(p-1)|2n}{\frac {1}{p}}}
een geheel getal is. De som gaat over alle priemgetallen {\displaystyle p} waarvoor geldt dat {\displaystyle p-1} een deler is van {\displaystyle 2n}.
Een gevolg hiervan is dat de noemer van {\displaystyle B_{2n}} gelijk is aan het product van alle priemgetallen {\displaystyle p} waarvoor geldt dat {\displaystyle p-1} een deler is van {\displaystyle 2n}.